# Patsy Cline
Patsy Cline   (Winchester, 8 de setembre de 1932 - Camden, 5 de març de 1963) va ser una cantant nord-americana. Es considerada una de les vocalistes més influents del segle XX i va ser una de les primeres artistes de música country que va passar amb èxit a la música pop. Cline va tenir diversos èxits importants durant els seus vuit anys de carrera discogràfica, inclosos dos èxits número u a la llista Billboard Hot Country i Western Sides.
Les primeres actuacions professionals de Cline van començar a l'estació de ràdio local WINC, quan tenia quinze anys. A principis de la dècada de 1950, Cline va començar a aparèixer en una banda local liderada per l'intèrpret Bill Peer. Diverses aparicions locals van donar lloc a actuacions destacades a les emissions de televisió de Town and Country de Connie B. Gay. També la va portar a la signatura del seu primer contracte discogràfic amb el segell Four Star el 1954. Va tenir un èxit menor amb els seus primers senzills de Four Star, com "A Church, a Courtroom, Then Goodbye" (1955) i "I've Loved and Lost Again" (1956). El 1957, però, Cline va fer la seva primera aparició a la televisió nacional al programa Arthur Godfrey's Talent Scouts. Després de interpretar "Walkin' After Midnight", el senzill es convertiria en el seu primer gran èxit tant a les llistes de música country com de música pop.
Altres senzills de Cline amb Four Star Records no van tenir èxit, tot i que va continuar actuant i gravant. Després de casar-se el 1957 i ser mare el 1958, es va traslladar a Nashville, Tennessee, per continuar la seva carrera. Treballant amb el nou gerent Randy Hughes, Cline es convertiria en membre del Grand Ole Opry i després es traslladaria a Decca Records el 1960. Sota la direcció del productor Owen Bradley, la seva música va canviar i va aconseguir un èxit constant. El senzill de 1961 "I Fall to Pieces" es convertiria en el primer a encapçalar la llista de country de Billboard. Mentre que la cançó es convertia en un èxit, Cline va resultar greument ferida en un accident d'automòbil, la qual cosa la va fer passar un mes a l'hospital. Després de recuperar-se, el seu següent senzill "Crazy" també es convertiria en un gran èxit.
Entre 1962 i 1963, Cline va tenir èxits amb "She's Got You", "When I Get Through with You", "So Wrong" i "Leavin' on Your Mind". També va fer gires i va encapçalar espectacles amb més freqüència. El març de 1963, Cline va morir en un accident d'avió juntament amb els intèrprets de country Cowboy Copas, Hawkshaw Hawkins i el gerent Randy Hughes, durant un vol de Kansas City a Nashville.
Des de la seva mort, Cline ha estat citada com una de les intèrprets més celebrades, respectades i influents del segle xx. La seva música ha influït en artistes de diversos estils i gèneres. També ha estat vista com una precursora de les dones en la música country, sent una de les primeres a vendre discos i fer grans concerts. El 1973, es va convertir en la primera intèrpret femenina a ser incorporada al Country Music Hall of Fame. A la dècada de 1980, els èxits pòstums de Cline van continuar als mitjans de comunicació. Va ser interpretada dues vegades en grans pel·lícules, inclosa la pel·lícula biogràfica Sweet Dreams de 1985 protagonitzada per Jessica Lange. Durant aquest temps es van estrenar diversos documentals i espectacles escènics, inclòs el musical de 1988 Always...Patsy Cline. El 1991 es va publicar una caixa dels seus enregistraments que va rebre elogis de la crítica. El seu àlbum de grans èxits va vendre més de 10 milions de còpies el 2005. El 2011, la casa de la infància de Cline va ser restaurada com a museu perquè es pogués visitar.